# Gorzuchowo (województwo kujawsko-pomorskie)
Gorzuchowo – wieś w Polsce położona w województwie kujawsko-pomorskim, w powiecie chełmińskim, w gminie Stolno.
Nazwa miejscowości zmieniała się na przestani czasu. W latach 1354 - 1570 występowała pod nazwą Borskaw lub Borsechaw. W 1570 r. została zapisana jako Gorzuchowo. Po przejściu tych ziem pod zarząd pruski nazwę zmieniono na Gottersfeld. Tak samo nazywała się w czasie II wojny światowej. Po odzyskaniu przez Polskę niepodległości powrócono do starej nazwy.

## Podział administracyjny
W latach 1975–1998 miejscowość administracyjnie należała do województwa toruńskiego.

## Demografia
W roku 1880 było 16 budynków, w tym 8 domów mieszkalnych, a samą miejscowość zamieszkiwana przez 72 katolików oraz 28 ewangelików (łącznie 100 mieszkańców).
Według danych Prezydium Powiatowej Rady Narodowej w Chełmnie oraz Powiatowego Inspektoratu Statystycznego w Chełmnie (31 XII 1966 r.) sołectwo Gorzuchowo było zamieszkiwane przez 287 mieszkańców. Czyniło ją wtedy czwartą największą wsią w gromadzie Robakowo.
Według Narodowego Spisu Powszechnego (III 2011 r.) wieś liczyła 190 mieszkańców. Jest dziewiątą co do wielkości miejscowością gminy Stolno.

## Położenie
Przez wieś przechodzi droga wojewódzka nr 543. Przecina ją także linia kolejowa nr 207.

## Historia

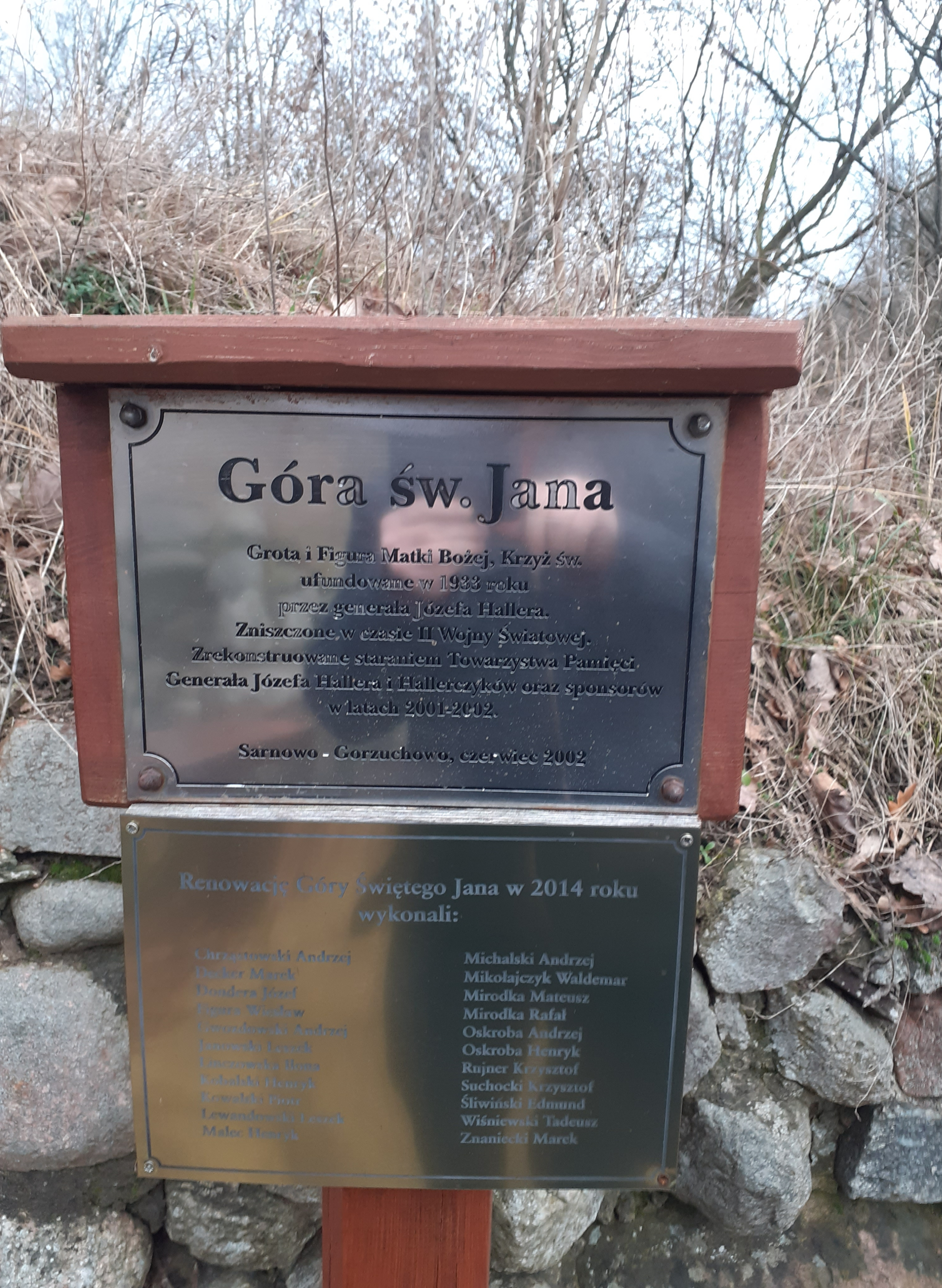
Góra św. Jana, na której gen. Józef Haller ufundował grotę z Matką Bożą

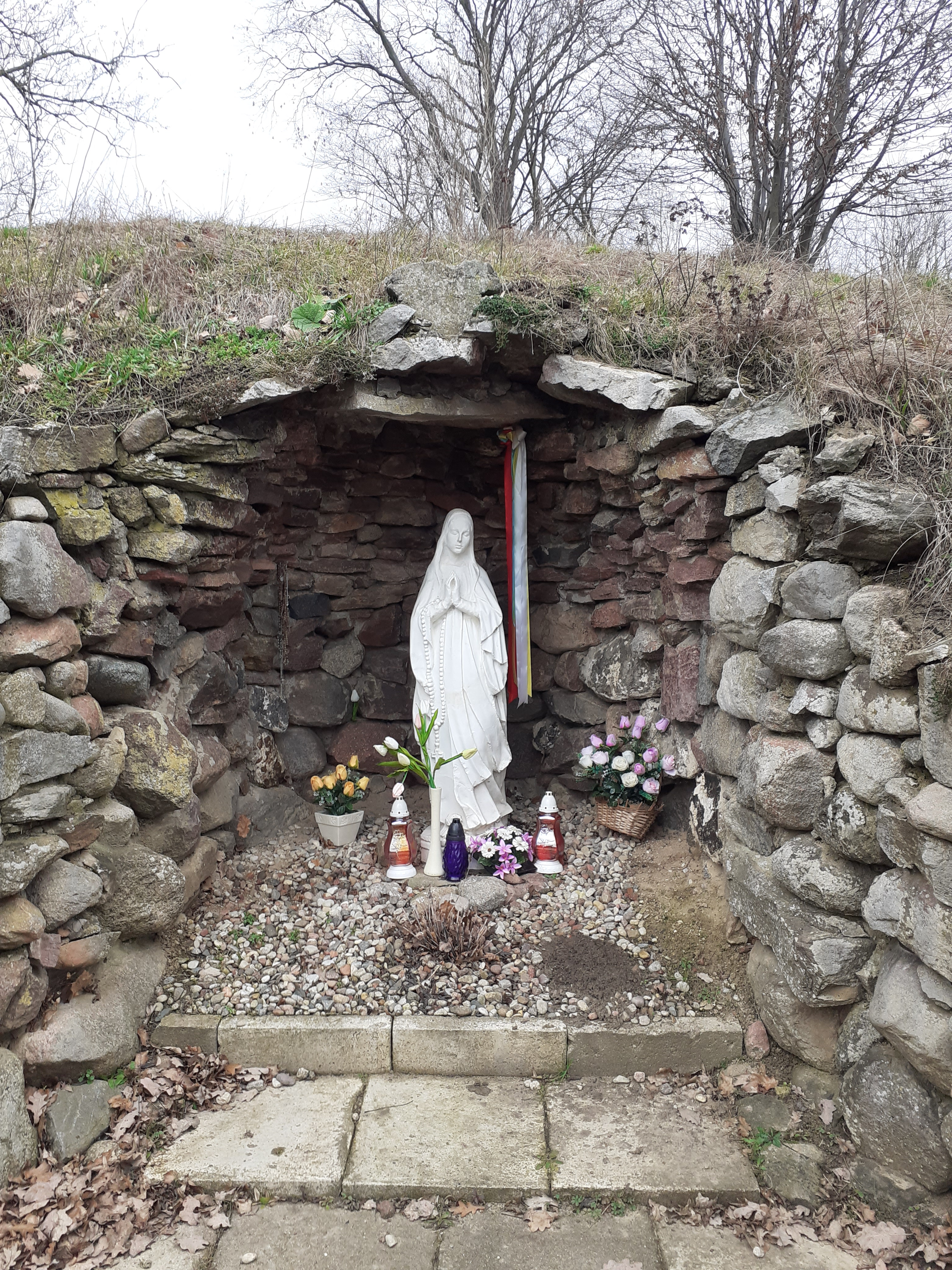
Grota z Matką Bożą, którą ufundował gen. Józef Haller

Pierwsze wzmianki o wsi pojawiają się ok. 1354 kiedy to wielki mistrz zakonu krzyżackiego Winrych von Kniprode nadał Janowi Chadenowi dobra Bokrsaw (Gorzóchówko), jako dobro dziedziczne, i staw Smolsin. Była to więc lenna wieś rycerska i podlegała wójtostwu lipineckiemu. Rycerz został zobowiązany do służby zbrojnej, pomocy w budowaniu zamków oraz płużnego w postaci 1 korca owsa rocznie (zamiast korca pszenicy).
W latach ok. 1423 - 1424 wieś posiadał Konrad Borsechaw w komturii brodnickiej 16 łanów i obowiązek wystawiania 1 służby w zbroi lekkiej. Po wojnie trzynastoletniej stała się własnością rodziny Gorzuchowskich h. Prawdzic. Natsępnie stała się własnością Dulskich. W roku 1570 wieś stała się własnością szlachecką i należała do rodziny Kamińskich (Jana i Eufemii).  Stanisław Kamiński posiadał 4,5 łana chłopskiego, a Wawrzyniec Szczepański posiadał 3 łany chłopskie i 3 zagrodników. We wsi mieściła się tkalnia oraz karczma.
W XIX w. znajdowały się tutaj stacja kolejowa, telegraficzna oraz pocztowa, choć sama wieś była także związana z pocztą w Trzebiełuchu.  Znajdowała się przy trakcie grudziącko-chełmińskim, od Chełmna oddalony o 1 milę, a od Grudziądza o 1,5 mili. W XIX wieku wieś należała do parafii Sarnowo. W tym czasie dziedzicem wsi był Kleszczyński.
W listopadzie 1906 r. we wsi doszło do strajków młodzieży szkolnej związanych z usuwaniem języka polskiego ze szkół i zastępowaniem go językiem niemieckim. Związane to było z rozporządzaniem wydanym przez pruskiego ministra spraw duchowych, oświaty i medycyny Conrada von Studta (Konrada Studta) nakazującym nauczania religii w urzędowym języku Cesarstwa Niemieckiego. Napiętą sytuację pogarszały wydawane w latach 1900 - 1906 zarządzenia i akty zaostrzające to prawo. W celu zdławienia oporu młodzieży i ich rodziców rząd pruski wykorzystywał różne środku prewencyjne (od dodatkowych godzin w szkole i kar cielesnych, po kary pieniężne i więzienie) strajk udał się stłumić dopiero po ośmiu miesiącach.
Majątek w Gorzuchowie w 1922 roku kupił generał Józef Haller. W skład majątku (określanego resztówką) wchodziło 120-150 hektarów gruntu i zabudowania. Majątek był wpierw dzierżawiony p. Stanisławowi Piechockiemu, a od 1932 roku generał Haller mieszkał tam na stałe do 1939 roku, gdy wybuchła wojna.  Generał Haller ufundował m.in. krzyż, grotę Matki Boskiej (w 1933 r., a poświęcona rok później) i kaplicę z figurą św. Andrzeja Boboli (w 1938 r.). Po II wojnie światowej majątek został skonfiskowany przez państwo polskie. We wsi ziemie posiadali dwaj mieszkańcy Grubna, Rupert Cumo (od 1921 r.) oraz Karol Puławski (od 1930 r.).
Na początku II wojny światowej mieszkający w Gorzuchowie Niemcy, na terenie Parku Hallera zabili trzech Polaków należących do Polskiego Związku Zachodniego (robotnika i rolnika z Sarnowa oraz rolnika z Krajęcina). W tym samym czasie doszło do ataku powietrznego Luftwaffe na dworzec PKP w Gorzuchowie. Na stacji stał pociąg relacji Grudziądz - Toruń, w którym znajdowali się mieszkańcy Grudziądza uciekający przed działaniami wojennymi. W czasie ostrzału składu zginęło 39 osób. Niedługo później, obok stacji, powstała zbiorowa mogiła. Dopiero po wojnie wzniesiono pomnik upamiętniający pomordowanych.

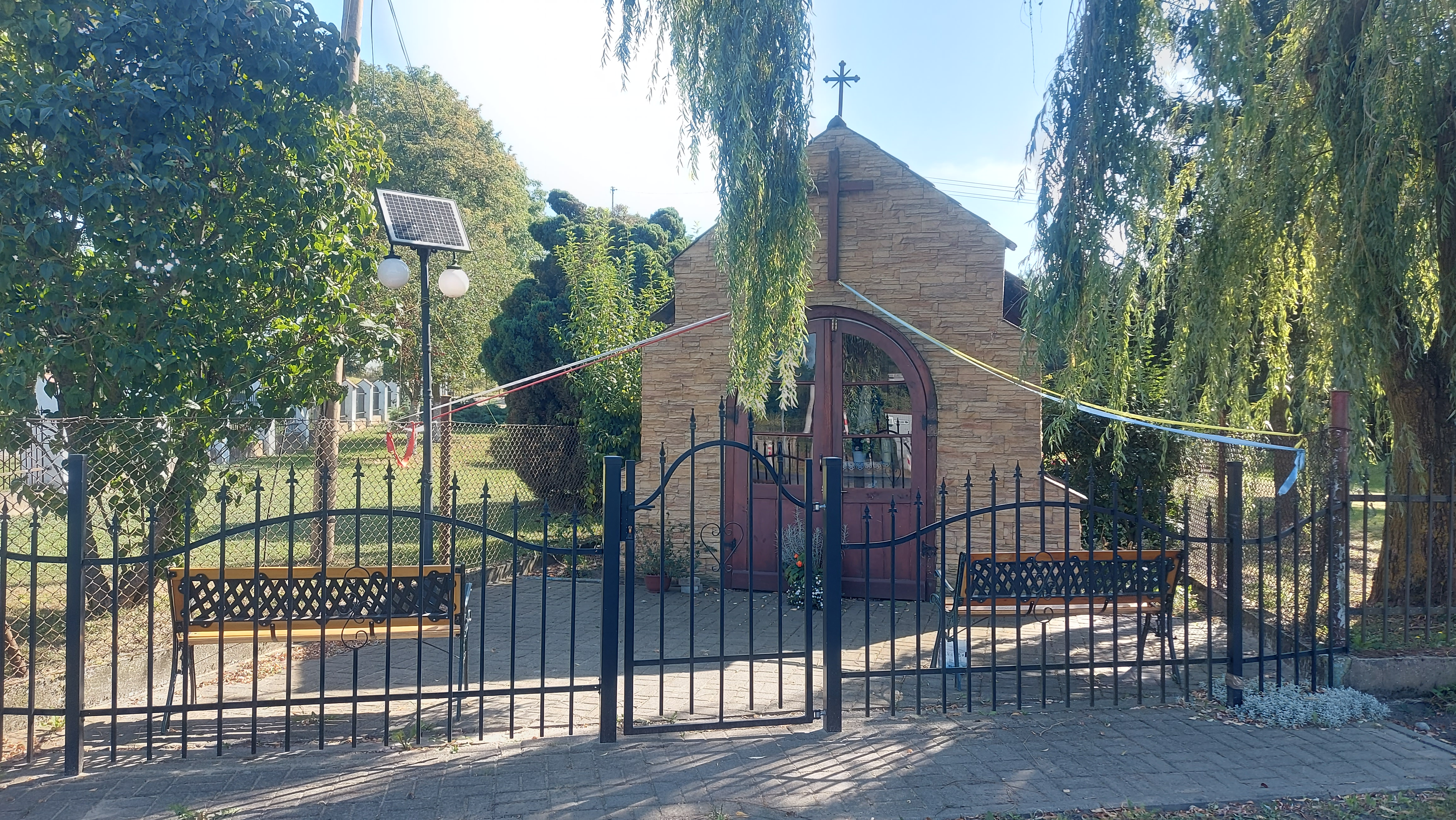
Kapliczka maryjna w Gorzuchowie

W latach 50. i 60. XX w. we wsi została wybudowania nowa piekarnia. Jej powstanie związane związane było z wymaganiami oraz celami jakie postawiono przed gminnymi spółdzielniami oraz zostały określone w I. planie i II. planie pięcioletnim. Na pocz. XXI w. piekarnia została zamknięta, lecz na przełomie lat 10. i 20. tego wieku została wykupiona przez Mariusza Beckera i funkcjonuje do dziś.
W latach 60. XX w. wybudowano i oddano do użytku wodociągi wiejskie, do których podłączono Gorzuchowo.  Inwestycja ta powiązana była z obchodami XX-lecia Polski Ludowej oraz ze zbliżającymi się obchodami Tysiąclecia Państwa Polskiego. Przez propagandę PRLu został ukazane wykorzystane i ukazane jako czyn społeczne związany z odezwą Ogólnopolskiego Komitetu Frontu Jedności Narodu oraz ww. obchodów.

## Zabytki
Według rejestru zabytków NID na listę zabytków wpisany jest park dworski z połowy XIX w., nr rej.: 448 z 1.10.1985.

## Znane osoby
W latach 20. XX wieku osiedlił się w miejscowym majątku generał Józef Haller. Na Górze św. Jana przy drodze do Sarnowa ufundował grotę Matki Bożej. Mieszkał tu do wybuchu II wojny światowej.